# 5464 Weller
5464 Weller eller 1985 VC1 är en asteroid i huvudbältet som upptäcktes den 7 november 1985 av den amerikanske astronomen Edward L.G. Bowell vid Anderson Mesa Station. Den är uppkallad efter den amerikanske kompositören Dan Welcher.
Asteroiden har en diameter på ungefär 9 kilometer och den tillhör asteroidgruppen Eunomia.